# Daniel Dunglas Home
Daniel Dunglas Home (pronunciato [ˈdæn.jəl ˈdɑːnɡlɑːs ˈhjuːm]; 20 marzo 1833 – 21 giugno 1886) è stato uno spiritista e medium scozzese, che sosteneva di avere la capacità di levitare a diverse altezze, parlare con i morti, prevedere eventi futuri, materializzare rumori spettrali e spostare oggetti a comando.
In giovane età Home si trasferì con gli zii dalla Scozia all'America, in Connecticut. Dopo essersi fatto conoscere per le sue abilità chiaroveggenti stupefacendo numerose persone, nel 1855 viaggiò in Inghilterra; questo evento cambiò la storia dello spiritismo: conducendo centinaia di sedute spiritiche, con la partecipazione di diversi nomi famosi del periodo Vittoriano, Home fu capace di fare acquisire allo spiritismo il consenso da Anthony Trollope, Robert Bell, Lord Lytton e altri.
Ci furono molti sospetti sul suo operato, mai realmente confermati. Un testimone oculare, il Sig. F. Merrifield, descrisse sul Journal of the Society for Psychical Research alcuni metodi di illusione e frode utilizzati da Home. Tuttavia Home non fu mai smascherato e per l'opinione pubblica rimase sempre un uomo capace di cose fuori dal comune. È morto in Francia nel 1886, ed è stato seppellito nel cimitero di Saint-Germain-en-Laye a Parigi.

## Biografia

### Famiglia
La madre di Daniel Home, Elizabeth ("Betsy") Home (McNeill) era conosciuta come veggente, così come molti suoi antenati, come il prozio Colin Uruqhart e il nonno Mr. McKenzie. Il dono della chiaroveggenza era spesso visto come una maledizione, perché in molti casi prevedeva la morte delle persone, così la madre cercò sempre di evitare di raccontare ciò che "vedeva". Il padre di Home, William Home, era il figlio illegittimo di Alexander (il decimo Conte di Home). Elizabeth e William si sposarono quando lui trovò impiego nella cartiera di Balerno all'età di 19 anni. Gli Home trovarono casa in Currie (dieci chilometri da Edimburgo). William veniva descritto come "triste e infelice uomo" che beveva per digerire quella vita che gli pareva così amara. Spesso era aggressivo e violento anche contro la moglie. Elizabeth ebbe otto bambini: sei maschi e due femmine. Il maggiore, John, lavorò nella cartiera di Balerno e successivamente in quella di Filadelfia; Mary, a dodici anni, affogò in un vicino fiume nel 1846; Adam morì in mare all'età di diciassette anni mentre si recava in Groenlandia e Home sostenne di aver avuto la visione di quel tragico avvenimento mesi prima della notizia ufficiale.

### Primi anni
Daniel Home era il terzo figlio, nato il 20 marzo 1833. È stato battezzato dal reverendo Somerville tre settimane dopo la nascita nella chiesa parrocchiale di Currie (14 aprile 1833). Il piccolo Home era un bimbo delicato, ma di temperamento nervoso. Poiché era troppo vivace, la madre decise di passarlo alla sorella, Mary Cook che invece non aveva figli. Lei viveva con suo marito in una cittadina costiera: Portobello, ad est di Edimburgo. All'età di tre anni, Home, ebbe la visione della morte di un cugino che viveva a Linlithgow, ovest di Edimburgo.

### America
Tra il 1838 e il 1841, gli zii decisero di emigrare in America portando con loro il figlio adottivo Daniel. Dopo essere sbarcati a New York si trasferirono a Greeneville vicino a Norwich, Connecticut. Home frequentò la scuola a Greeneville dove veniva chiamato "scozzesino", aveva i capelli rossi e lentiggini. A tredici anni non partecipava mai ai giochi sportivi con gli altri ragazzi, preferiva camminare tra i boschi insieme al suo amico Edwin. I due ragazzi leggevano la Bibbia e si raccontavano storie, e fecero un patto affermando che, se uno di loro fosse morto, l'altro avrebbe cercato di mettersi in contatto con il suo spirito. Home e la zia si trasferirono a Troy (New York). Home perse i contatti con l'amico Edwin fino a che, una notte, Daniel ebbe una visione di luce ai piedi del letto che rappresentava Edwin in forma di spirito. Lo spirito in questa visione disegnò in aria tre cerchi prima di scomparire e qualche giorno dopo arrivò una lettera annunciando che Edwin era morto per una forma acuta di dissenteria.
Qualche anno dopo Home e la zia tornarono a Greeneville, ed Elizabeth Home emigrò dalla Scozia all'America con i figli trasferendosi a Waterford, Connecticut, venti chilometri dalla casa dei Cook. Daniel era felice di poter rivivere quei momenti con sua madre, ma durò poco. Elizabeth annunciò la sua stessa morte nel 1850. Home disse di aver avuto la visione della madre che diceva: "Dany, alle ore dodici", che fu poi l'ora della sua morte. Dopo la morte di Elizabeth, Home tornò a leggere la Bibbia e ad avvicinarsi ancor più alla fede. La zia era Presbiteriana e seguiva la visione Calvinista, ritenendo il proprio destino già deciso, Home invece abbracciò la fede metodista, dove ogni anima poteva essere salvata. La zia però costrinse Home a passare al congregazionalismo, che comunque non le piaceva, ma più in linea con i pensieri della propria religione.
La loro casa, in quel periodo, era sempre disturbata da rumori e presenze inquietanti. Si sentiva bussare alle pareti, si vedevano oggetti muoversi. Alcuni ministri della chiesa furono invitati in casa dei Cook per esorcizzare tali fenomeni: un battista, un congregazionalista e anche un metodista, e tutti loro credevano che la casa fosse posseduta dal diavolo; Daniel Home asseriva invece che era tutto un dono di Dio. Secondo quanto viene raccontato da Home, i rumori non se ne andarono e tavoli cominciarono a sollevarsi e levitare con sopra la Bibbia e spesso con sopra le persone, come la zia. I rumori e i fenomeni non cessarono, i vicini preoccupati costrinsero Home a lasciare la casa, convinti che fosse lui il catalizzatore di quei fenomeni.

### Celebrità

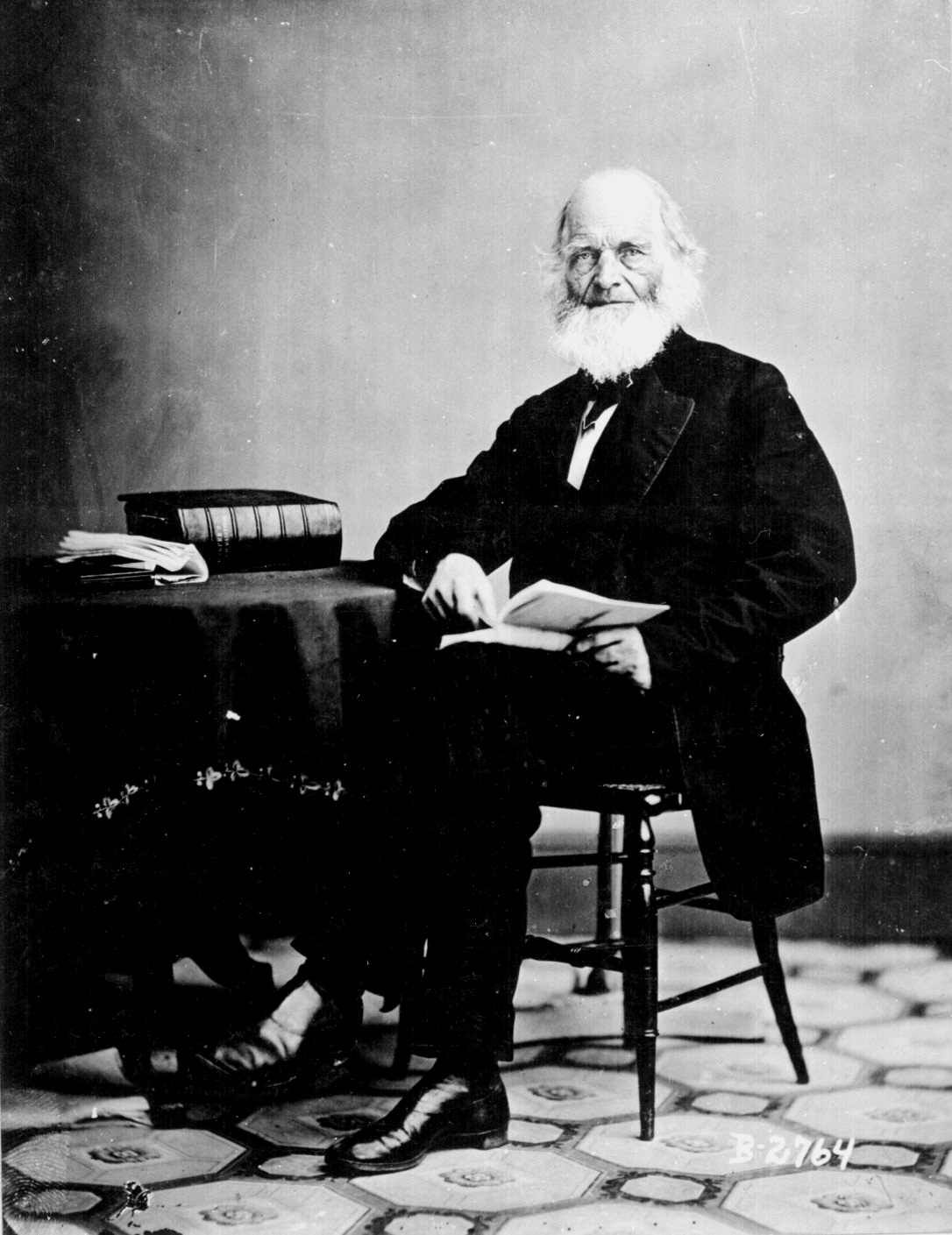
William Cullen Bryant, poeta, editorialista del New York Evening Post, che partecipò alle sedute spiritiche di Home.

A diciotto anni Home stava con un amico a Willimantic, nel Connecticut, e poi a Lebanon, sempre nel Connecticut. Home fece la sua prima seduta nel marzo 1851, che fu riportata in un articolo del giornale locale di Hartford gestito da W. R. Hayden, che scrisse: "il tavolo si mosse senza che nessuno lo toccasse e continuò fino a quando fisicamente lo forzai a terra". Dopo quell'articolo Home divenne famoso in tutto il New England, viaggiò dove gli veniva richiesto di curare i malati e comunicare con i morti, cose che sosteneva di saper fare, ma scrisse di non essere preparato a questa notorietà e al cambio repentino di vita. Home era timido e riservato, non abituato ad essere al centro dell'attenzione.

Home non chiese mai soldi, ma visse molto bene grazie ai numerosi doni e donazioni che gli venivano offerti da facoltosi ammiratori. Lui si sentiva come in una "missione per dimostrare l'immortalità", "la vita che prosegue dopo la morte". Nel 1852 Home fu ospite nella casa di Rufus Elmer a Springfield, nel Massachusetts, facendo sedute spiritiche sei, sette volte al giorno, che furono viste da numerose persone, incluso un professore di Harvard, David Wells, e un editorialista scrittore del New York Evening Post, William Cullen Bryant. Rimasero sorpresi da quello che videro e scrissero al giornale Springfield Republican riportando che la stanza era ben illuminata, furono permessi controlli per verificare eventuali trucchi e dissero: "Non c'è stata nessuna imposizione e nessun inganno". È stato anche riferito che, in una di queste manifestazioni, cinque uomini di robusta costituzione (ottocento chili insieme) furono messi seduti su un tavolo, ma questo si muoveva ugualmente sollevando anche i cinque uomini, e altri vedevano "un bagliore tremulo di luce fosforescente oltre le pareti". Home è stato studiato da numerose persone, come il professor Robert Hare, l'inventore del cannello a idrogeno, e John Worth Edmonds, un giudice della corte suprema, che era molto scettico, ma che poi disse di essere convinto delle capacità medianiche di Home.

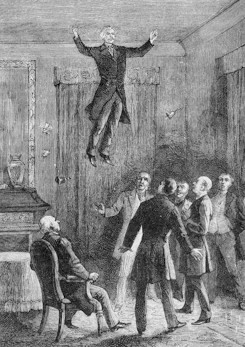
La levitazione avvenuta in casa di Ward Cheney interpretata in una litografia di Louis Figuier, Les Mystères de la science 1887

In un suo libro, Incidents in My Life, Home afferma che nell'agosto del 1852, a South Manchester nel Connecticut, nella casa di Ward Cheney, un famoso produttore di seta, Daniel è stato visto levitare due volte per arrivare quasi fino al soffitto; i movimenti del tavolo erano più aggressivi che mai e vi erano suoni di una nave in un mare in tempesta. Anche se le persone presenti dissero che la stanza era male illuminata, in modo da vedere meglio le luci degli spiriti, riferirono che il fenomeno fu di eccezionale portata e autentico.
New York si interessò alle capacità Home, così si trasferì in un appartamento a Bryant Park sulla 42ma Strada. In quella città venne in contatto con William Makepeace Thackeray, autore di La fiera della vanità. Thackeray era molto scettico, per lui le abilità di Home erano tutte "fandonie" e solo "triste e stupida superstizione"; nonostante questo, Thackeray rimase molto colpito quando vide un tavolo muoversi da solo. Thackeray rese pubblico il suo scetticismo e le capacità di Home furono ancor di più messe alla prova. Nei mesi successivi Home viaggiò attraverso Hartford, Springfield, e Boston, e nell'estate del 1853 si stabilì a Newburgh nei pressi del fiume Hudson. Risiedeva all'istituto teologico, ma non partecipò a nessuna discussione teologica perché maggiormente interessato a seguire i corsi di medicina. Il Dr. Hull finanziò gli studi di Home, e gli offrì di pagargli 5 dollari al giorno per le sue sedute spritiche, ma Home si rifiutò come sempre. La sua idea era quella di finanziare il suo lavoro con uno stipendio derivato dalla sua professione medica, ma si ammalò all'inizio del 1854 e interruppe i suoi studi. A Home era stata diagnosticata la tubercolosi e il suo medico gli consigliò il recupero in Europa. Fece un'ultima seduta nel marzo del 1855, ad Hartford nel Connecticut, prima di imbarcarsi a Boston per l'Inghilterra a bordo della nave Africa.

### Europa
Originariamente Home si chiamava Daniel Home, ma quando arrivò in Europa lo cambiò in Daniel Dunglas Home, a ricordo della casa scozzese degli Home dalla quale suo padre proveniva. A Londra Home trovò un credente nello spiritismo, William Cox, che possedeva un grande albergo in Jermyn Street. Cox era talmente innamorato della capacità di Daniel che gli lasciò un appartamento in albergo senza farlo pagare. Robert Owen, un ottantatreenne socialista riformatore, risiedeva nello stesso albergo, e presentò Home alla società londinese. 
A quel tempo Home era descritto come alto e magro, con gli occhi azzurri e capelli castani, meticolosamente vestito. Teneva sedute spiritiche in pieno giorno con persone di rilievo, spostava oggetti a molti metri da lui, impressionava tutti. Alcuni ospiti delle sedute di Home furono: Lo scienziato Sir David Brewster, gli scrittori Sir Edward Bulwer-Lytton e Thomas Adolphus Trollope e il reverendo James John Garth Wilkinson. Home convertì molti scettici, ma Robert Browning, il poeta, si rivelò difficile. Dopo una seduta a casa di Home, Browning diede la sua poco lusinghiera impressione nel poema Sludge, the Medium (1864). La moglie, Elizabeth Barrett Browning, convinta dei fenomeni paranormali che visse con Home, cercò di convincerlo della genuinità del medium e le loro discussioni su Home furono sempre ragione di disaccordo.

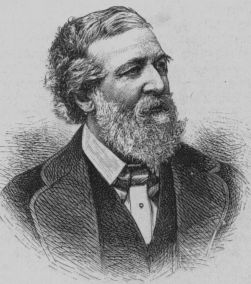
Robert Browning, che scrisse Mr. Sludge, The Medium monologo browniano su Daniel Dunglas Home. Sludge in inglese significa fango.

La celebrità di Home crebbe grazie alle sue prodezze di levitazione. William Crookes ha affermato di aver assistito a più di 50 occasioni in cui Home è levitato in situazioni di "buona luce" ad almeno un metro e mezzo sopra il pavimento. Le gesta di Home furono registrate da Frank Podmore: "Abbiamo visto tutti che si alzava da terra lentamente, ad una altezza di circa trenta centimetri, vi restava per circa dieci secondi, e poi lentamente scendeva." Negli anni successivi Home viaggiò in tutta l'Europa continentale e sempre come ospite di ricchi mecenati. A Parigi fu invitato alle Tuileries per richiamare, con una seduta, lo spirito di Napoleone III. Home si esibì anche per la Regina Sophia di Olanda, che scrisse: "L'ho visto quattro volte... ho sentito una mano che mi toccava il dito, ho visto un campanello d'oro pesante che si spostava da solo, ho visto il mio fazzoletto muoversi e tornare da me con un nodo... Egli è un pallido uomo, giovane, senza sguardo, senza qualcosa di affascinante o di spaventoso. Sono così felice di averlo incontrato..."
Home incontrò la persona che poi divenne un grande amico nel 1867: il giovane Lord Adare. Adare era affascinato da Home e cominciò a documentare tutte le sedute che facevano. L'anno seguente Home fu visto volare fuori dalla finestra del terzo piano di una stanza e rientrare dalla finestra della stanza attigua davanti a tre testimoni (Adare, il capitano Wynne, e Lord Lindsay). Fu il fenomeno più famoso provocato da Home: la levitazione attraverso la finestra alta 20 metri da terra. Avvenne alla Ashley House, in Victoria Street, a Londra.
Home, in trance, iniziò a passeggiare per la stanza. Entrò in una stanza accanto a quella dove si svolgeva la seduta e si udì la finestra aprirsi di colpo. Lindsay affermò di aver sentito una voce nell'orecchio che diceva che Home sarebbe passato da una finestra all'altra.
Un attimo dopo videro Home che volteggiava al di fuori della loro finestra.
Non c'era nessun cornicione tra le due finestre che erano distanti 3 metri l'una dall'altra, all'altezza di 20 metri dal suolo. Dopo essere rimasto fuori per qualche secondo, con i piedi a 15 centimetri di distanza dal davanzale, Home aprì la finestra e "planò" nella stanza con i piedi in avanti. Adare andò a chiudere la finestra nell'altra stanza e notò che era aperta solo per 30-35 centimetri. A Home fu chiesto come avesse fatto a passare in uno spazio così piccolo e lui glielo fece vedere con una dimostrazione. Adare la descrisse così: "Alquanto rapidamente, passò attraverso lo spazio aperto prima con la testa, e poi con il corpo, tenuto quasi orizzontale al suolo e apparentemente rigido. Rientrò nella stanza facendo passare i piedi per primi; quindi, tornammo tutti nell'altra stanza." Quando Home uscì dalla trance era (citando ancora le parole di Adare) "molto agitato; ci disse di aver avuto la sensazione di essere scampato ad uno spaventoso pericolo, e che aveva avuto il terribile desiderio di gettarsi dalla finestra."
Home si sposò due volte. Nel 1858 sposò Alexandria de Kroll, diciassettenne figlia di una nobile famiglia russa. Hanno avuto un figlio, Gregoire, ma Alexandria si ammalò di tubercolosi e morì nel 1862. Nel mese di ottobre 1871 Home si sposò, per la seconda e ultima volta, con Julie de Gloumeline, una ricca russa che aveva incontrato a San Pietroburgo. Si convertì alla Chiesa ortodossa orientale. All'età di 38 anni Home era ancora ammalato di tubercolosi, malattia che lo seguì per la maggior parte della sua vita, mentre i suoi poteri svanivano. Morì il 21 giugno 1886 e fu sepolto nel cimitero di Saint-Germain-en-Laye.

## L'accettazione e la critica

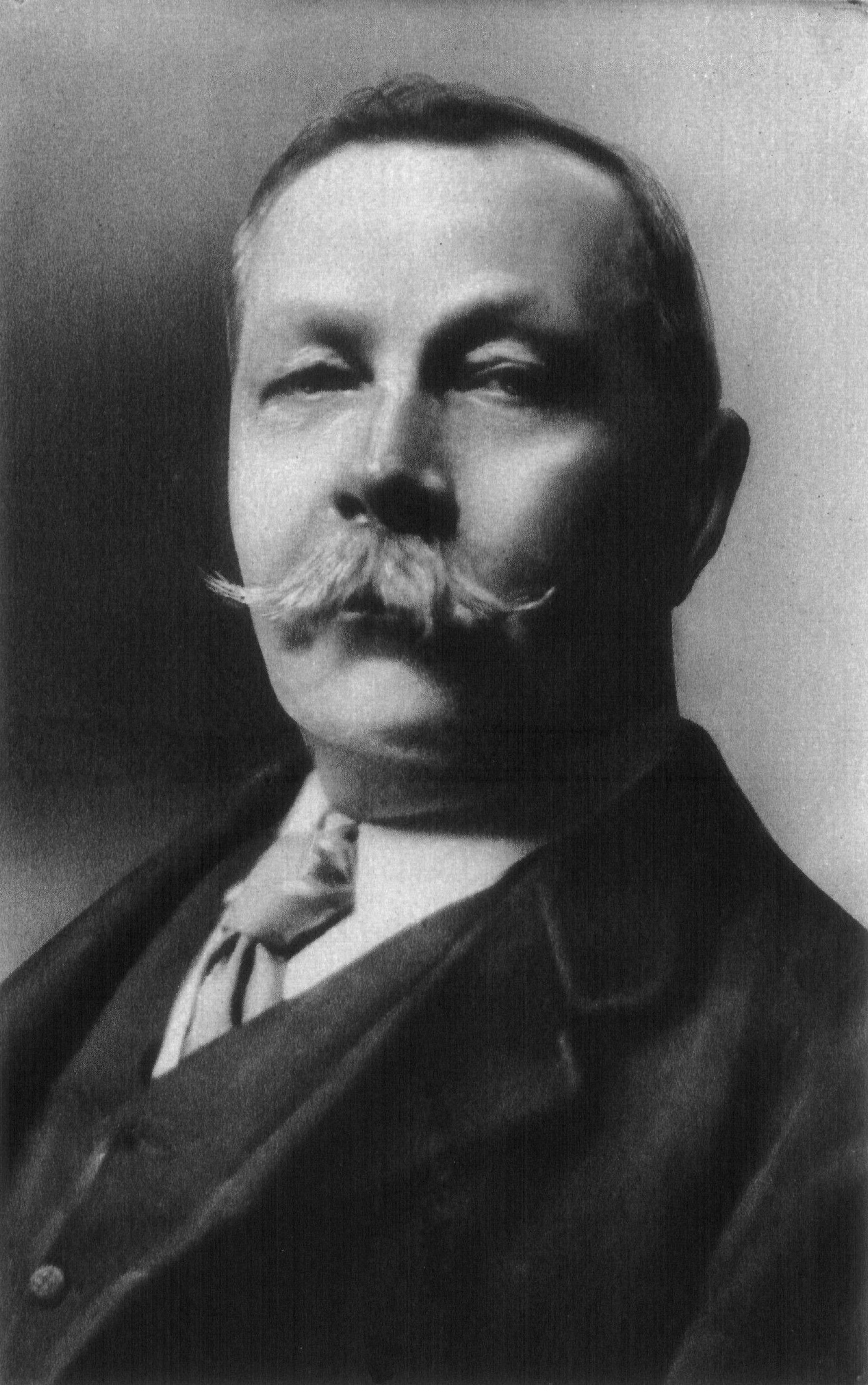
Sir Arthur Conan Doyle, testimone della medianità di D.D.Home.

Sir Arthur Conan Doyle ha affermato che Home era insolito in quanto aveva quattro diversi tipi di medianità: "vocalità diretta" (la capacità di permettere agli spiriti di essere uditi); "parlare in trance" (l'abilità di permettere agli spiriti di parlare attraverso sé stesso); "chiaroveggenza" (abilità di vedere cose oltre la vista); e "medium fisico" (muovere oggetti a distanza, la levitazione, ecc, che era il tipo di medianità che non ha avuto eguali).
Home fu sospettoso di ogni medium che sosteneva di avere poteri di cui egli stesso non fosse in possesso, in particolare la "materializzazione" medianica (come Brothers Eddy, che sosteneva di avere la capacità di produrre forme di solido spirito); tali pratiche erano da lui considerate fraudolente. Siccome queste materializzazioni avvenivano nella penombra, Home decise che tutte le sedute medianiche fossero praticate alla luce, senza trucchi e senza inganni. Home, nel suo libro del 1877 Lights and Shadows of Spiritualism, descrisse tutti i trucchi dei falsi medium.
Tra il 1870 e 1873, William Crookes condusse esperimenti per determinare la validità dei fenomeni prodotti da tre medium: Florence Cook, Kate Fox e Home. Nel rapporto finale del 1874 Crookes affermò che tutti e tre i medium hanno prodotto fenomeni paranormali autentici e queste affermazioni vennero sonoramente derise dalla comunità scientifica. Crookes scrive che si mise sopra i piedi di Home, dimostrando che la levitazione non era un trucco. Crookes utilizzò gli stessi metodi con Eusapia Palladino, senza però ottenere risultati positivi.
Frank Podmore e Christopher Milbourne affermano che alcune persone possano essere state ingannate da Home. Alcuni testimoni suggeriscono che Home spesso condusse le sue dimostrazioni in penombra. Ad esempio, vi è la relazione di un testimone: "La stanza era molto buia... Home aveva le mani visibili soltanto come un cumulo debole di luce bianca". Le condizioni di luce durante le più famose levitazioni sono controverse, ma alcuni testimoni affermano che avvenivano in un luoghi abbastanza scuri.

### Riferimenti
- Adare, Viscount, Experiences in Spiritualism With Mr D D Home, Ayer Co Pub, 1976, ISBN 978-0-405-07937-5.
- Christopher, Milbourne (1971) ESP,Seer & Psychics: What the Occult Really Is. Thomas Y. Crowell Company ASIN: B000O8Z6AC
- Crookes, William. 1874. "Notes of an Enquiry into the Phenomena called Spiritual during the Years 1870-1873." Quarterly Journal of Science. link
- Arthur Conan Doyle, The History of Spiritualism, Volume 1 Volume 2, New York, G.H. Doran, 1926, ISBN 1-4101-0243-2.
- Home, Daniel Dunglas, Incidents in My Life link, Adamant Media Corporation, 2005, ISBN 978-1-4021-5929-9.
- Home, Daniel Dunglas, Lights and Shadows of Spiritualism, Cosimo Classics, 2007, ISBN 978-1-60206-817-9.
- Lamont, Peter, The First Psychic: The Peculiar Mystery of a Notorious Victorian Wizard, Abacus, 2005, ISBN 0-349-11825-6.
- Oppenheim, Janet, The Other World: Spiritualism and physical research in England, 1850-1914 link, Cambridge University Press, 1988, ISBN 978-0-521-34767-9.
- Podmore, Frank, Mediums of the Nineteenth Century, Part 1, Kessinger Publishing, 2003, ISBN 978-0-7661-2853-8.
- Podmore, Frank, The Newer Spiritualism, Kessinger Publishing, 2003, ISBN 978-0-7661-6336-2.

### Altre letture
- Mediums, Mystics and the Occult di Milbourne Christopher, Thomas Crowell, 1975
- Learned Pigs and Fireproof Women di Ricky Jay, Villard Books, 1987; pagine 37–42.
- Revelations of a Spirit Medium di Harry Price ed Eric J. Dingwall, Arno Press, 1975 ristampa del 1891 edito da Charles F. Pidgeon.
- Ghost Hunters: William James and the Search for Scientific Proof of Life After Death di Deborah Blum, Penguin Press, 2006; Brevemente descrizione della carriera di Home e l'indagine scientifica delle sue capacità, nel più ampio contesto del XIX secolo e la ricerca scientifica nella vita oltre la morte.